# Accademia degli Encausti
L'Accademia degli Encausti, o Accademia de' dillettanti d'encausto nacque nel 1784 a Mantova per volere del marchese Giuseppe Bianchi.
L'Accademia artistica, sostenuta a spese proprie, ebbe la sede nel palazzo del marchese. Riportò in auge l'encausto, una tecnica di pittura a cera punica da poco riscoperta a Pompei e teorizzata in quegli anni da Antonio Maria Lorgna a Verona.

## Artisti

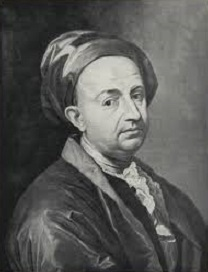
Ritratto di Giuseppe Bottani

- Giuseppe Bottani (1717-1784), pittore
- Giovanni Bottani, (1725-1804), fratello di Giuseppe, pittore
- Giuseppe Artioli (1739-1800), pittore
- Felice Campi (1746-1817), pittore
- Giovanni Campovecchio (1754-1804), pittore[4]
- Giacomo Gatti (?-1817), pittore
- Luigi Nicolini
- Andrea Mones (1739c.-1803), pittore e architetto[5]